# Johan de Nobel

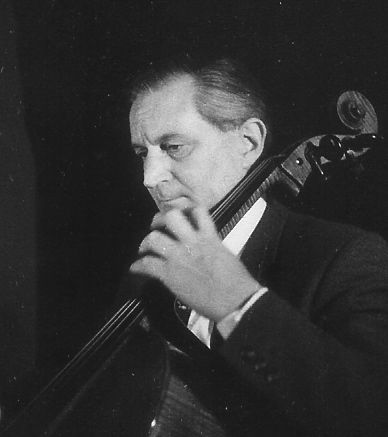
Johan de Nobel

Johan de Nobel (Haarlem, 21 juni 1912 – Sittard, 14 oktober 1986) was een Nederlands cellist en muziekleraar.

## Persoonlijk
De vader van Johan de Nobel was Piet de Nobel, muziekleraar aan een middelbare school in Haarlem. Johan had twee broers. Johan en zijn broer Felix hebben zich muzikaal ontwikkeld. Johan de Nobel heeft gestudeerd aan het Conservatorium van Amsterdam bij Max Orobio de Castro en later in Zürich bij Emmanuel Feuermann.

## Levensloop
Johan de Nobel was van 1934 tot 1961 cellist in het Koninklijk Concertgebouworkest (KCO). Hij maakte daarnaast deel uit van diverse ensembles waaronder van 1954 tot 1961 het Hekster Kwartet opgericht door Jo Hekster, verder het Amsterdams Kamermuziek Gezelschap en het Meester-trio dat laatste onder leiding van Paul Godwin. De Nobel heeft van de reis die het KCO in 1954 maakte in de Verenigde Staten verslag gedaan in de Volkskrant.
Van 1961 tot 1975 was Johan de Nobel eerste cellist in het Limburgs Symfonie Orkest in Maastricht. Daarnaast gaf hij les aan het conservatorium in Maastricht.

Oscar van Hemel droeg hem een celloconcert op, dat hij herhaaldelijk heeft uitgevoerd. Tot zijn leerlingen behoorden Jan Dols,  Jos Kerssemeeckers Frans van der Grinten, Mariet van Dijk, Cecilia van Hoof, Gemma Serpenti  Claudia Weertman  en Jolande Gruys.

## Bron
- Th. Franssen. In memoriam J. De Nobel. De Limburger, 25 oktober 1986